# Johann Nikolaus Denninger
Johann Nikolaus Denninger (né à Schweickershausen, le 8 novembre 1743 – 18 septembre 1813, à Öhringen) est un compositeur, claveciniste et violoniste virtuose allemand de la période classique.

## Biographie
Johann Nikolaus (ou Nepomuk) Denninger naît à Schweickershausen (Hildburghausen) en Thuringe. En 1766 il apparaît comme musicien de cour à Gaugrehweiler et en 1771 au poste d'organiste. De la fin 1776 à décembre 1780, il est violoniste dans l'orchestre de la cour de Frédéric V de Hesse-Hombourg. On le retrouve ensuite à Öhringen (Bade-Wurtemberg) à la résidence du prince Friedrich Ludwig Carl Christian zu Castell-Rüdenhausen (de) de 1780 à 1800 comme directeur de l'orchestre de la cour et responsable de la musique d'église, et pour qui il compose dans les deux domaines.

## Œuvres
- Concerto pour clavecin
- Sonate pour piano, violon et violoncelle, op. 1 (éd. Bossler, 1790)
- Sonate pour piano et violon (éd. Bossler, 1790)
- Trio avec clavier en sol mineur
- 3 Trios pour clavecin ou piano, violon et violoncelle, op. 4 (éd. Johann André, 1794)

## Discographie
- Trios pour piano, violon et violoncelle, opus. 4, Trio en sol majeur - Ensemble Trio 1790 (13/18-20 mai 2013, CPO 777 926-2)